# La Hiérarchie dans l'amour
Pour plus de détails, voir Fiche technique et Distribution.
La Hiérarchie dans l’amour est un film français réalisé par Alice Guy en 1906.

## Synopsis
Un petit panier d’osier au bras, une femme traverse un jardin public. Elle croise un soldat et ne sait résister au charme de l’uniforme, d’autant plus qu’il propose de la soulager de son fardeau. Ils n’ont pas le temps de faire trois pas qu’ils croisent un sous-officier. Le brave pioupiou salue et est contraint de quitter la belle pour obéir aux ordres de son supérieur : il s’éloigne en méditant sur son triste sort. Passant à proximité d’une vespasienne, le beau militaire présente ses excuses mais il doit s’absenter… La jeune fille le trouve bien cavalier mais elle se console bientôt au bras d’un officier qui passait par là, au grand dam de l’amoureux éconduit. On se conte fleurette au bord d’une rivière quand survient un officier supérieur qui charge son subalterne d’une mission : le nouvel arrivant est certes d’âge plus mûr mais, après tout, il a de belles moustaches et une prestance garantie par un nombre impressionnant de galons ! 

## Fiche technique
- Titre : La Hiérarchie dans l’amour (The Hierarchies of Love en anglais)
- Réalisation : Alice Guy
- Société de production : Société L. Gaumont et compagnie
- Pays d'origine :  France
- Genre :  Saynète humoristique
- Durée : 2 minutes 25 secondes
- Date de sortie : 1906
- Licence : Domaine public

## Autour du film
Film moqueur sur la versatilité des femmes et la vanité des hommes, il fait partie d'une série de films sur le même sujet: Militaires et nourrice (1904) et The Maid and the Officers (1906).
Le film est tourné en extérieur.
Le British Film Institute National Archive a créé une nouvelle copie du film.